# Mario Polia
Mario Polia Meconi (Roma, 20 de mayo de 1947) es un antropólogo, historiador y arqueólogo italiano especializado en el curanderismo norteño y la religiosidad andina del norte de Perú. Lideró en 1971 el descubrimiento científico de Aypate, sitio arqueológico inca en el distrito de Ayabaca en Piura. El 2014 fue nombrado Profesor Honorario por la Universidad Nacional Mayor de San Marcos en Lima, Perú.

## Obras principales

### Libros
- 1989. Las lagunas de los encantos: medicina tradicional andina del Perú septentrional. Central Peruana de Servicios.
- 1995. Los Guayacundos Ayahuacas una arqueología desconocida. Concejo Municipal de Ayabaca (Piura) ; Fondo Editorial de la Pontificia Universidad Católica del Perú (Lima). ISBN 9788483909874.
- 1996. "Despierta, remedio, cuenta ...": adivinos y médicos del Ande. I y II. Pontificia Univ. Católica del Perú, Fondo Ed. ISBN 9789972420504.
- 1999. La cosmovisión religiosa andina en los documentos inéditos del Archivo Romano de la Compañía de Jesús, 1581-1752. Pontificia Universidad Católica del Perú, Fondo Editorial.
- 2001. La sangre del cońdor, chamanes de los Andes. Fondo Editorial del Congreso del Perú.

### Artículos académicos
- 1989. «"Contagio" y "pérdida de la sombra" en la teoría y práctica del curanderismo andino del Perú septentrional: provincias de Ayabaca y Huancabamba». Anthropologica del Departamento de Ciencias Sociales 7 (7): 195-231. ISSN 2224-6428.